# Luis Rego
Luis Rego (Lisboa, 30 de maio de 1943) é um ator, comediante, músico Português de origem francesa.

## Biografia
Luis Rego nasceu 30 de maio de 1943 em Lisboa,. Aos 17 anos, em 1960, ele fugiu do país para evitar o serviço militar em Angola, que ainda era uma colónia portuguesa e para escapar da ditadura do Estado Novo. Ele começou sua carreira como músico em "Les Charlots", onde detém o grupo guitarra que acompanha o cantor Antoine. Ele foi preso por deserção e preso por vários meses em Portugal sob a ditadura de Salazar. Seu nome aparece em uma canção escrita pelo apoio Ballade Luis Rego, prisioneiro político, tirada do primeiro álbum da banda (Antoine conheceu Les Charlots).

## Cinema
- 1970 : La Grande Java de Philippe Clair : Luis
- 1970 : Le Distrait de Pierre Richard
- 1971 : Les Bidasses en folie de Claude Zidi : Luis
- 1973 : Je sais rien, mais je dirai tout de Pierre Richard : Luis
- 1974 : Le Führer en folie de Philippe Clair : Harry
- 1975 : La Course à l'échalote de Claude Zidi : Franz
- 1977 : Vous n'aurez pas l'Alsace et la Lorraine de Coluche : Le second capitaine des mousquetaires
- 1978 : Les Bronzés de Patrice Leconte : Bobo
- 1981 : Le Roi des cons de Claude Confortès : L'homme à la terrasse
- 1981 : Les Hommes préfèrent les grosses de Jean-Marie Poiré : Gérard Langlois
- 1983 : Le Retour des bidasses en folie de Michel Vocoret : Le sergent
- 1983 : Circulez y a rien à voir de Patrice Leconte : Reska
- 1983 : Sandy de Michel Nerval : Ernest
- 1983 : Debout les crabes, la mer monte ! de Jean-Jacques Grand-Jouan : L'avocat
- 1984 : Aldo et Junior de Patrick Schulmann : Paul
- 1984 : La Smala de Jean-Loup Hubert : L'interne alcoolo
- 1984 : La Vengeance du serpent à plumes de Gérard Oury : Alvaro
- 1985 : Tranches de vie de François Leterrier : L'interprète
- 1986 : Paulette, la pauvre petite milliardaire de Claude Confortès : Georges
- 1986 : Maine-Océan de Jacques Rozier : Lucien Pontoiseau
- 1986 : Gauguin, le loup dans le soleil de Henning Carlsen
- 1987 : Poule et frites de Luis Rego : Roger/Antoine
- 1991 : Les Secrets professionnels du Dr. Apfelglück de Thierry Lhermitte : M. Gomez
- 1991 : Ma vie est un enfer de Josiane Balasko : Pazou
- 1992 : Le Retour des Charlots de Jean Sarrus : Antonio
- 1992 : Coitado do Jorge de Jorge Silva Melo : Sequeira
- 1996 : Le Cœur fantôme de Philippe Garrel : Philippe
- 1998 : Ça n'empêche pas les sentiments de Jean-Pierre Jackson : Bernard, le patron du bistrot
- 1998 : Le Bon Coin de Jacques Richard
- 1999 : Superlove de Jean-Claude Janer : Maurice
- 1999 : La vie ne me fait pas peur de Noémie Lvovsky : le père d'Inès
- 2000 : La Chambre obscure de Marie-Christine Questerbert : le confesseur
- 2000 : Um Dia na Vida de Álvaro Zuñiga : Luis
- 2001 : Mercredi, folle journée ! de Pascal Thomas : Mercier
- 2001 : Ganhar a Vida de João Canijo : Adérito
- 2001 : Fifi Martingale de Jacques Rozier
- 2002 : Fleurs de sang de Alain Tanner : Le directeur du festival Erotico
- 2002 : Mille millièmes, fantaisie immobilière de Rémi Waterhouse : M. Da Silva
- 2003 : San-Antonio de Frédéric Auburtin : Pinaud
- 2005 : El cantor de Joseph Morder : William Stern
- 2006 : Quatre étoiles de Christian Vincent : Robert
- 2007 : Après lui de Gaël Morel : Père de Franck
- 2010 : Copacabana de Marc Fitoussi : Patrice
- 2011 : La lapidation de Saint  Étienne de Père Vilà
- 2013  : Ouf de Yann Coridian : le père de François
- 2013 : Attila Marcel de Sylvain Chomet : Monsieur Coehlo

## Televisão
- 1970 : Les Saintes chéries de Jean Becker, épisode : "Ève et son premier client"
- 1989 : Personne ne m'aime de Bernard Dubois
- 1991 : Salut les copains de Dominique Masson : Memphis
- 1992 : Les Cravates léopards de Jean-Luc Trotignon : Jo Ballister
- 1995 : Jamais deux sans toi...t (série) épisode "Sacré animal"
- 1997 : Le Monde d'Angelo de Pascal Kané : Robert
- 1998 : Ivre mort pour la patrie de Vincent Hachet : Luis
- 1999 : H (TV, Saison 2, épisode 3 "Une histoire de démission") : Dans son propre rôle
- 2001 : Le P'tit bleu de François Vautier : Inspecteur Villard
- 2001 : Rastignac ou les Ambitieux de Alain Tasma : Monsieur Albert
- 2001 : Objectif bac de Patrick Volson : Adolpho Pereira
- 2005 : Trois femmes… un soir d'été de Sébastien Grall : Solignac
- 2005 : Maigret (TV, 1 épisode)
- 2006 : SOS 18 (TV, 1 épisode)
- 2008 : Villa Marguerite de Denis Malleval : Étienne Grandclément
- 2009 : Elles et moi de Bernard Stora : Jo Morales
- 2010 : A vos caisses ! de Pierre Isoard : M. André, le chef de chœur de la chorale
- 2013 : Luis Rego, la balade d'un homme heureux de Gilles Botineau (documentaire) : lui-même
- 2013 : Candice Renoir (TV, 1 épisode)

## Teatro
- 1973 : Le dernier sorti nettoie la salle (one man show) de Luis Rego, Théâtre du Ranelagh
- 1975 : Viens chez moi, j'habite chez une copine de Luis Rego, Didier Kaminka, mise en scène Jean-Luc Moreau, théâtre Édouard VII, Studio des Champs-Elysées
- 1977 : Fromage ou dessert de Philippe Bruneau, mise en scène Luis Rego, Café de la Gare
- 1979 : Les chantiers de la gloire de Philippe Bruneau et Martin Lamotte, mise en scène Luis Rego, Théâtre de l'Atelier
- 1982 : Hommage à Koudechapo (one man show) de Luis Rego, théâtre Fontaine[1]
- 1985 : Orphée aux enfers d'Offenbach, mise en scène René Dupuy, Théâtre Fontaine
- 1986 : L'auvent du pavillon 4 de Sotha, Café de la Gare
- 1989 : La Bonne Adresse de Marc Camoletti, mise en scène de l'auteur, théâtre Michel
- 1992 : Une fille entre nous d'Éric Assous, théâtre d'Edgar
- 1993 : Une fille entre nous d'Éric Assous, tournée
- 1995 : L'Assemblée des femmes d'Aristophane, mise en scène Jean-Luc Tardieu, Maison de la Culture de Loire-Atlantique Nantes
- 1997 : Panier de crabes de Neil Simon, mise en scène Jacques Rosny, Théâtre Saint-Georges
- 1998 : Le médecin malgré lui de Molière, mise en scène Maurice Risch, tournée
- 2000 : Sarcelles sur mer de Jean-Pierre Bisson, Théâtre de la Tempête
- 2002 : Un simple froncement de sourcil de Ged Marlon, mise en scène de l'auteur, théâtre du Rond-Point
- 2003 : Un simple froncement de sourcil de Ged Marlon, mise en scène de l'auteur, théâtre national de Nice, tournée
- 2004 : Un simple froncement de sourcil de Ged Marlon, mise en scène de l'auteur, théâtre Montparnasse
- 2009 : La Célestine de Fernando de Rojas, mise en scène Frédérique Lazarini et Henri Lazarini, Vingtième Théâtre
- 2013 : Occupe-toi d'Amélie de Georges Feydeau, mise en scène Pierre Laville, tournée

## Dublagem
- 1984 : Le Big Bang (long métrage d'animation), voix de Fred
- 1986 : L'Envers du monde (33 tours de textes lus par différents acteurs), texte "Les sables mouvants"
- 1987 : Le Croque-Note Show (série télévisée pour la jeunesse), voix de tous les personnages masculins
- 2003 : La Prophétie des grenouilles (long métrage d'animation), voix de René Lamotte
- 2006 : New Délire (long métrage de doublage parodique), voix de Machin